# Electronic Entertainment Expo 1999
L’Electronic Entertainment Expo 1999, communément appelé E3 1999, est la 5e édition de ce salon exclusivement consacré aux jeux vidéo. Il s'est déroulé du 12 au 15 mai 1999 à Los Angeles.
Parmi les événements de cette édition, on peut citer le lancement de la Dreamcast, la présentation de la Neo Geo Pocket, l'annonce de l'architecture de la Nintendo Dolphin (future GameCube), des démonstrations graphiques de la PlayStation 2 et la présentation du jeu System Shock 2.